# Narella regularis
Narella regularis is een zachte koraalsoort uit de familie Primnoidae. De koraalsoort komt uit het geslacht Narella. Narella regularis werd in 1860 voor het eerst wetenschappelijk beschreven door Duchassaing & Michelotti. 